# Apherusa sarsii
Apherusa sarsii is een vlokreeftensoort uit de familie van de Calliopiidae. De wetenschappelijke naam van de soort is voor het eerst geldig gepubliceerd in 1930 door Clarence Raymond Shoemaker.